# الدلجمون
الدلجمون إحدى قرى مركز كفر الزيات التابع لمحافظة الغربية بجمهورية مصر العربية.

## التاريخ
قرية الدلجمون من القرى القديمة، حيث وردت باسم «دلجمون» في أعمال جزيرة بني نصر ضمن قرى الروك الصلاحي التي أحصاها ابن مماتي في كتاب قوانين الدواوين، كما وردت باسم «دلجمون» في أعمال جزيرة بني نصر ضمن قرى الروك الناصري التي أحصاها ابن الجيعان في كتاب «التحفة السنية بأسماء البلاد المصرية».
وردت باسم «دلجمون» في التربيع العثماني الذي أجراه الوالي العثماني سليمان باشا الخادم في عصر السلطان العثماني سليمان القانوني ضمن قرى ولاية جزيرة بني نصر، وفي تاريخ 1228هـ/1813م الذي عدّ قرى مصر بعد المسح الذي قام به محمد علي باشا باسم «الدلجمون» ضمن قرى مديرية الغربية. ذكرت القرية تعداد 1882 من توابع مركز تلا بمديرية المنوفية، ثم ذكرت القرية في التعددات اللاحقة من توابع مركز كفر الزيات.

## السكان
بلغ عدد سكان الدلجمون 44,744 نسمة حسب تقدير عام 2018.
| السنة  | 1882 | 1897 | 1907 | 1927   | 1947   | 1960   | 1976   | 1986   | 1996   | 2006   | 2018   |
| ------ | ---- | ---- | ---- | ------ | ------ | ------ | ------ | ------ | ------ | ------ | ------ |
| القرية | 5877 | 8807 | 9742 | 11,613 | 12,732 | 15,580 | 21,591 | 27,083 | 30,665 | 35,622 | 44,744 |